# Cabeza Prieta National Wildlife Refuge
Die Cabeza Prieta National Wildlife Refuge ist ein Wildschutzgebiet vom Typ eines National Wildlife Refuge in der Sonora-Wüste.  Sie liegt im Pima County im Süden des US-Bundesstaates Arizona und grenzt über eine Länge von 90 km an Mexiko. Sie ist mit 3480 km² größer als Luxemburg und das drittgrößte Wildschutzgebiet der Lower States. Der Name Cabeza Prieta stammt aus dem spanischen und bedeutet dunkler Kopf, abgeleitet von einem gleichnamigen Berg im Schutzgebiet. 
Das Gebiet wird vom U.S. Fish and Wildlife Service  verwaltet, einer Behörde unter dem Dach des US-Innenministeriums.

## Besonders geschützte Tiere
- Taschenmäuse
- Wüsten Dickhornschaf
- Crotapyhtus
- Rotschwanzbussard
- Rotkrontyrann
- Helmwachtel

## Besuche
Die beste Zeit um das Wildschutzgebiet zu besuchen ist zwischen November und März.